# Sadık Ahmet
Sadık Ahmet (griechisch Σαδίκ Αχμέτ Sadík Achmét, * 7. Januar 1947 in Komotini; † 24. Juli 1995 ebenda) war ein griechischer Politiker und Chirurg, welcher der türkischen Minderheit in Griechenland angehörte.
Ahmet hatte verschiedene Positionen inne, darunter als unabhängiger Abgeordneter im griechischen Parlament, als Vorsitzender des Ausschusses für Minderheitenangelegenheiten und als Parteivorsitzender der von ihm gegründeten Partei der muslimischen Minderheit, der Partei der Gleichheit, des Friedens und der Freundschaft (türkisch: Dostluk – Eşitlik – Barış Partisi, griechisch: Κόμμα Ισότητας, Ειρήνης και Φιλίας), deren Vorsitzender er bis zu seinem Tod blieb.
Seine politischen Aktivitäten waren geprägt von Protestreaktionen gegen Griechenlands Politik des alleinigen Bekenntnisses zur griechischen Identität und gegen die seit 1955 im Zuge der Zypernkrise und des Pogroms von Istanbul staatlich etablierten Diskriminierungen und Isolation der moslemischen Minderheit Griechenlands, der er selbst angehörte. Sein Wirken trug ab Mitte der 1980er Jahre dazu bei, die Aufmerksamkeit diverser Menschenrechtsorganisationen, allen voran der Helsinki Watch (heute Human Rights Watch), auf die aus seiner Sicht diskriminierende Minderheitenpolitik Griechenlands zu lenken, welche später auch von der Human Rights Watch hinsichtlich bestimmter Kriterien als diskriminierend bezeichnet wurde.
Gegen Sadık Ahmet wurden mehrmals wegen verschiedener Vergehen gerichtliche Verfahren eingeleitet; er wurde einmal inhaftiert.

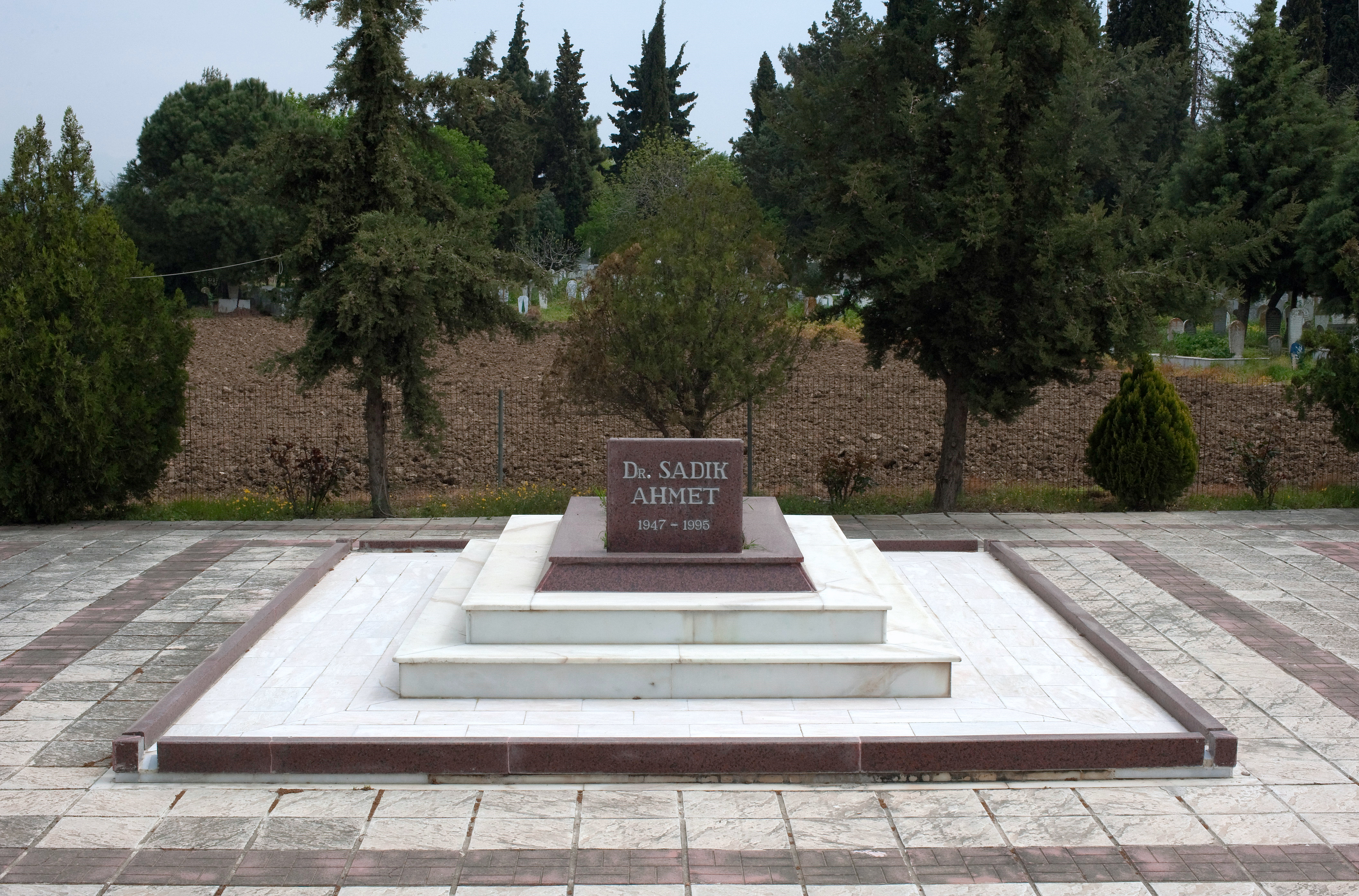
Die Grabstätte von Sadık Ahmet in Komotini

## Leben
Sadık Ahmet besuchte das Gymnasium und das Lyzeum in Komotini und studierte anschließend Medizin an der Aristoteles-Universität Thessaloniki.

### Wahl ins Parlament
Ab Mitte der 1980er Jahre war Sadık Ahmet der politische Führer der moslemischen Minderheit Griechenlands.
Bei den Parlamentswahlen am 18. Juni 1989 wurde er als Vertreter der türkischen Minderheit zum unabhängigen Abgeordneten im griechischen Parlament. Da nach diesen Wahlen keine Regierung gebildet werden konnte, fanden die nächsten Parlamentswahlen schon fünf Monate später, am 5. November 1989, statt. Nach den Juniwahlen wurden gerichtliche Verfahren gegen Sadık Ahmet und İbrahim Şerif (ein weiterer Abgeordneter der moslemischen Minderheiten) angestrengt, die aus Sicht von Human Rights Watch als schwerwiegende Maßnahmen des griechischen Staates bezüglich der Leugnung der ethnischen Identität der türkischen Minderheit zu betrachten waren. Zunächst wurde dem neu gewählten Abgeordneten Sadık Ahmet die Kandidatur für die Novemberwahlen „aus technischen Gründen“ verweigert. Außerdem wurde er vor Gericht geladen und u. a. dafür angeklagt, dass er im Oktober während seiner Wahlkampagne namentlich auf die Ethnie der türkischen Minderheit verwiesen hatte und dass er „durch die Nutzung des Wortes Türkisch die Bürger offen oder indirekt zu Gewalt oder zur Erzeugung von Abspaltungen unter der Bevölkerung“ angeregt hätte. Sadık Ahmet wurde vom Gericht am 26. Januar 1990 wegen „Störung der Öffentlichen Ordnung“ für schuldig befunden und zu einer Haftstrafe von 18 Monaten verurteilt, kam allerdings nach zwei Monaten frei, indem seine Reststrafe in eine Geldstrafe umgewandelt wurde.

### Gerichtsverfahren gegen Ahmet und anschließende pogromartige Ausschreitungen in Komotini
Bei den durch internationale Beobachter mitverfolgten und durch das niederländische Fernsehen mitgefilmten Gerichtsverhandlungen kam es zu Wutausbrüchen und Beschimpfungen seitens der Richter und des Staatsanwalts sowie zu Tumulten unter den Zuhörern. Auf die Verteidigung der Angeklagten, sie wären türkischer Abstammung, folgten Entgegnungen seitens der Richter wie „Warum gehst du dann nicht in die Türkei?“ oder an Sadık Ahmet gerichtete Worte des Staatsanwalts wie „Dein Ende wird wie Ceaușescus Ende sein!“; stets unter dem Jubel der anwesenden Zuschauer im Gerichtssaal.
Aus Sicht von Human Rights Watch verstieß der Prozess insgesamt gegen die Europäische Menschenrechtskonvention nach „einer fairen Verhandlung durch ein unabhängiges, unparteiisches Gericht“.
Nach Prozessende kam es in Komotini zu Tumulten und Ausschreitungen. Ein Mob rannte durch die Straßen, schlug türkischstämmige Bürger und zerstörte zahlreiche Geschäfte. 21 Personen wurden verletzt. Ausländischen Augenzeugen zufolge schaute die Polizei tatenlos zu. Der damalige, von einem Teil der Moslems ausgerufene, Gegen-Mufti von Xanthi, Mehmet Emin Aga, wurde mit einem Eisenteil niedergeschlagen. Im Mai 1990 gaben Mitglieder der türkischen Minderheit an, an diesen Ausschreitungen gegen die türkische Minderheit hätten 1000 Menschen teilgenommen, wobei der gewalttätige Kern aus 150 Extremisten bestanden hätte. Im Anschluss an die Ausschreitungen wurde der türkische Konsul in Komotini, Kemal Gür, zur persona non grata erklärt und in die Türkei ausgewiesen, weil er die türkische Minderheit Griechenlands „unsere Angehörigen“ genannt hatte. Die Türkei verwies daraufhin den griechischen Konsul in Istanbul, Ilias Klis, ebenso außer Landes.
Nach eigenen Berichten wurde Sadık Ahmet im Gefängnis korrekt behandelt. Er wurde während seiner Inhaftierung vom Vorsitzenden des Dänischen Helsinki-Komitees, Professor Eric Siesby, besucht.
Wegen der namentlichen Erwähnung der Ethnie der türkischen Minderheit wurden gegen Sadık Ahmet und İbrahim Şerif noch zwei weitere, für den Februar 1990 angesetzte Verfahren eingeleitet. Diese wurden allerdings nach den internationalen Protesten gegen die Januar-Entscheidung auf einen unbestimmten Zeitpunkt verschoben.
Sadık Ahmet war auch zuvor schon mehrmals angeklagt worden. Im Jahr 1988 wurde er unter dem Vorwurf, er hätte 1986 bei einer Unterschriftenkampagne, „bei der er die griechische Regierung der Menschenrechtsverletzungen an der muslimischen Minderheit beschuldigte, Unterschriften der Minderheitsangehörigen gefälscht“ zu zweieinhalb Jahren Gefängnisstrafe verurteilt, die er allerdings nie absitzen musste, da er zum entscheidenden Zeitpunkt die Immunität als Abgeordneter genoss. Auch wegen einigen seiner Zeitungsartikel musste er sich vor Gericht verteidigen.
Bei den nächsten Parlamentswahlen am 8. April 1990 war es Sadık Ahmet nach seiner Haftentlassung erlaubt zu kandidieren. Er zog als unabhängiges Mitglied erneut ins Parlament ein.
Im September 1991 gründete er die erste westthrakientürkische Partei, die Partei der Gleichheit, des Friedens und der Freundschaft. Nach Einführung einer 3 %-Sperrklausel 1993 war der Partei, wie auch vielen anderen kleinen Splitterparteien, der Weg ins Parlament verwehrt.

### Ahmets Tod und sein Verfahren vor dem EGMR
Am 24. Juli 1995 kam Sadık Ahmet bei einem Autounfall im Alter von 48 Jahren ums Leben. Sadık Ahmets Ehefrau Işık Ahmet und seine zwei Kinder überlebten schwer verletzt den Aufprall auf einen Traktor.
Sadık Ahmet hatte sich nach seiner Haftstrafe von 1990 an die Europäische Menschenrechtskommission gewandt. Die Kommission stellte fest, dass seine Verurteilung gegen das „Recht zur Meinungsfreiheit“ der Europäischen Menschenrechtskonvention verstoßen hatte und leitete den Fall im April 1995 an den Europäischen Gerichtshof für Menschenrechte weiter.
Nach Sadık Ahmets Tod im Juli 1995 wurde das Verfahren durch seine Ehefrau und seine zwei Kinder weitergeführt. Der Europäische Gerichtshof für Menschenrechte wies am Ende der Verhandlungen im November 1996 die Klage ab mit der Begründung "„Sadık Ahmet hätte nicht alle inländischen Rechtswege ausgeschöpft“, d. h., er hätte vor griechischen Gerichten nicht das Argument vorgebracht, dass sein Fall eine Verletzung der freien Meinungsäußerung ist.